# Farzad Mansouri
Farzad Mansouri (19 maart 2002) is een Afghaans taekwondoka. Hij vertegenwoordigde Afghanistan eenmaal op de Olympische Spelen, maar behaalde hierbij geen medailles. 
Mansouri nam in 2021 een eerste keer deel aan de Olympische Zomerspelen waar hij ook de Afghaanse vlag mocht dragen tijdens de openingsceremonie. In de klasse tot 74 kg verloor hij in de eerste ronde van de Zuid-Koreaan In Kyo-don, die later de bronzen medaille zou behalen. 